# Derolus angustatus
Derolus angustatus är en skalbaggsart som beskrevs av Maurice Pic 1925. Derolus angustatus ingår i släktet Derolus och familjen långhorningar. Inga underarter finns listade i Catalogue of Life.